# Westscheid
Westscheid ist ein Dorf im nordöstlichen Nordrhein-Westfalen. Es gehört zu Mennighüffen, einem Stadtteil von Löhne. Die Einwohnerzahl des Ortes wird statistisch nicht gesondert erfasst, sie beträgt grob geschätzt etwa 1500.
Westscheid liegt im Westen Mennighüffens an der L773 (Lübbecker Straße), die in Süd-Nord-Richtung von Löhne nach Hüllhorst und Lübbecke führt. Angrenzende Ortschaften sind Halstern im Norden, Grimminghausen im Osten, Mennighüffen-Ort im Süden und Hüllhorst-Huchzen im Nordwesten. Gut ein Kilometer südwestlich liegt im Löhner Stadtteil Ulenburg das Wasserschloss Ulenburg. Die Höhe über NN beträgt etwa 70 m.
Der historische Ortskern liegt westlich der Lübbecker Straße und hat auch heute noch ein dörfliches Antlitz, östlich erstreckt sich neuere Wohnbebauung, die nach Norden hin nach Halstern übergeht. Westscheid gehört zum Grundschulbezirk Halstern, seine mehrheitlich lutherischen Einwohner von jeher zur Kirchengemeinde Mennighüffen.
Die erste überlieferte Urkunde die Westscheid erwähnt datiert auf das Jahr 1200. Um diese Zeit bestand wohl eine kleine Gehöftgruppe. Der weitere Ausbau zum Haufendorf erfolgte wahrscheinlich im Zuge der Errichtung der benachbarten Ulenburg um 1450. 1680 sind hier vier Spännerhöfe (Cord beim Deiche, Budde, Schnepel, Detert) und sieben Kötterhöfe (Homburg, Alert, Sander, Trampe, Budde, Hauenschild, Lübbeking) verzeichnet, dazu noch 17 Brinksitzerstellen. Fast alle Hofstellen waren bis zur Bauernbefreiung im 19. Jahrhundert Eigentum der wechselnden Grundherren auf der Ulenburg.
Als Mennighüffen 1680 in Anlehnung an die Grundbesitzverhältnisse in zwei (Kataster-)Bauerschaften eingeteilt wurde, kam fast ganz Westscheid zur Bauerschaft Grimminghausen, die Häuser erhielten Nummern. Dieses Ordnungssystem hatte bis zur Einführung von Straßennamen 1969 Bestand.
Von 1897 bis 1937 war Westscheid ein Haltepunkt der an der Lübbecker Straße entlangführenden Kleinbahn Wallücker Willem.